# Ісаока Рьоджі
Ісаока Рьоджі (18 лютого 1962) — японський важкоатлет.
Бронзовий призер Олімпійських Ігор 1984 року в напівважкій вазі, учасник 1988, 1992 років.
Переможець Азійських ігор 1982 (напівважка вага), 1986 (напівважка вага) років, бронзовий призер 1990 року в напівважкій вазі.
Бронзовий призер Чемпіонату світу 1984 року в напівважкій вазі.